# Daniel Huss
Daniel Huss (Lussemburgo, 4 ottobre 1979) è un allenatore di calcio ed ex calciatore lussemburghese, di ruolo attaccante.

## Palmarès

### Giocatore

#### Competizioni nazionali
- Campionato lussemburghese: 1

Grevenmacher: 2002-2003
- Coppa del Lussemburgo: 1

Grevenmacher: 2002-2003

#### Individuale
- Calciatore dell'anno (Lussemburgo): 1

2010